# آنا کوزلوا
آنا کوزلوا (به انگلیسی: Anna Kozlova) (زادهٔ ۳۰ دسامبر ۱۹۷۲) شناگر اهل ایالات متحده آمریکا است.